# Sant Cristòfol de la Donzell
Sant Cristòfol de la Donzell és un nucli de població del municipi de la Baronia de Rialb, al Segre Mitjà.
Fou municipi independent fins a meitat del segle xix quan es va integrar a la Baronia de Rialb.